# انتسو دی جیانی
انتسو دی جیانی (ایتالیایی: Enzo Di Gianni؛ ۲۶ ژوئن ۱۹۰۸ – ۳ مارس ۱۹۷۵) کارگردان فیلم، تهیه‌کننده فیلم و نویسنده اهل ایتالیا بود.
از فیلم‌ها یا برنامه‌های تلویزیونی که وی در آن نقش داشته است، می‌توان به ساحل و سرنوشت اشاره کرد.